# Beechcraft

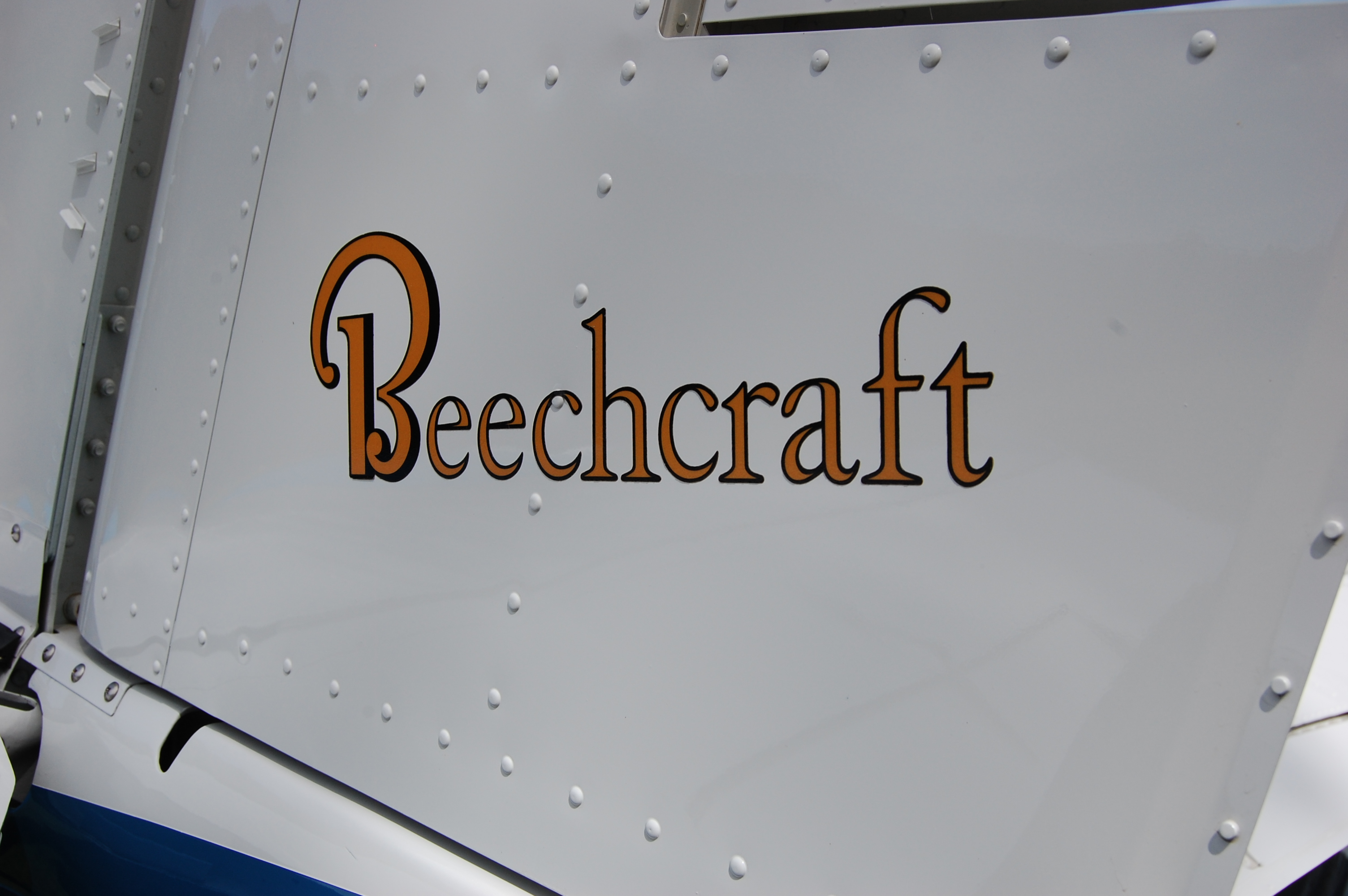
Beechcrafts logotyp på ett flygplans stjärtfena

The Beech Aircraft Corporation, amerikansk flygplanstillverkare som grundades 1932. Beechcraft tillverkar flera populära flygplanstyper såsom Beech Bonanza och Beechcraft King Air-serien.
Beechcraft har också tillverkat Beechcraft Starship, som var ett avancerat tvåmotorigt propellerplan med skjutande motorer.